# Acanthonitis nicolasi
Acanthonitis nicolasi är en skalbaggsart som beskrevs av Yves Cambefort 1995. Acanthonitis nicolasi ingår i släktet Acanthonitis och familjen bladhorningar. Inga underarter finns listade i Catalogue of Life.